# Danh sách từ viết tắt kinh doanh và tài chính trong tiếng Anh
Đây là danh sách các từ viết tắt về kinh doanh và tài chính trong tiếng Anh.

## 0-9
- 1H - Nửa đầu năm

## A
- ADR - Biên lai lưu ký Hoa Kỳ
- AOP - Kế hoạch hoạt động hàng năm
- AP - Tài khoản phải trả
- ARPU - Doanh thu trung bình trên mỗi người dùng
- ASP - Giá bán trung bình
- ASP - "Càng sớm càng tốt"
- agcy.  - Đại lý
- agt.  - Đặc vụ
- asst.  - Phụ tá
- AC.  - Tài khoản
- afaik.  - Theo như tôi biết
- AWS - DỊCH VỤ WEB AMAZON
- APR - Lãi suất phần trăm hàng năm

## B
- BAU - Kinh doanh như bình thường
- BEP - Điểm hòa vốn
- xe tải  - Tòa nhà
- BLS - Bảng cân đối kế toán
- BMC - Mô hình kinh doanh Canvas
- BOM - Hóa đơn vật liệu
- BPR - Báo cáo dự án tóm tắt
- BPV - Phiếu thanh toán ngân hàng
- BRD - Tài liệu yêu cầu kinh doanh
- BRU - Đơn vị phục hồi kinh doanh
- BRV - Phiếu tiếp nhận ngân hàng
- B2B - Doanh nghiệp với doanh nghiệp
- B2C - Doanh nghiệp tới người tiêu dùng
- B2G - Doanh nghiệp với chính phủ
- Busi - kinh doanh
- Bus - kinh doanh

## C
- CAO - Chánh văn phòng điều hành
- CAGR - Tốc độ tăng trưởng hàng năm
- CAPEX - Chi phí vốn
- CAPM - Mô hình định giá tài sản vốn
- CBOE - Sàn giao dịch quyền chọn Chicago
- CBOT - Ủy ban thương mại Chicago
- CDO - Nghĩa vụ nợ được thế chấp
- CDM - Thay đổi và quản lý dữ liệu
- CDS - Trao đổi mặc định tín dụng
- CEO - Giám đốc điều hành
- COA - Biểu đồ tài khoản
- CFA - Chuyên viên phân tích tài chính
- CFD - Hợp đồng chênh lệch
- CFC - Tiêu thụ vốn cố định
- CFCT - Thời gian chu kỳ dòng tiền
- CFM - Giám đốc tài chính được chứng nhận
- CFO PEX - Chi phí vốn
- CFO - Giám đốc tài chính
- CFS - Báo cáo tài chính hợp nhất
- CIA - Kiểm toán viên nội bộ chuyên nghiệp
- CIF - Bảo hiểm chi phí với cước phí
- CIMA - Học viện kế toán quản trị
- CIO - Giám đốc thông tin hoặc Giám đốc đầu tư
- CISA - Kiểm toán viên hệ thống thông tin được chứng nhận
- CIP - Trả tiền vận chuyển và bảo hiểm
- CMA - Kế toán quản lý được chứng nhận
- CMFB - Ủy ban thống kê tiền tệ, tài chính và cán cân thanh toán
- CMO - Giám đốc tiếp thị
- COB - Đóng cửa doanh nghiệp
- COE - Trung tâm Xuất sắc
- COGS - Giá vốn hàng bán
- Corp - Tổng công ty
- COO - Giám đốc vận hành
- CPA - Kế toán viên công chứng
- CPQ - Cấu hình, giá, trích dẫn
- CPI - Chỉ số giá tiêu dùng
- CPU - Bộ phận xử lý trung tâm
- CSI - Cải tiến dịch vụ liên tục
- CSO - Giám đốc an ninh
- CSR - Trách nhiệm xã hội của doanh nghiệp
- CRM - Quản lý quan hệ khách hàng
- CVP - Lợi nhuận khối lượng chi phí
- C2B - Người tiêu dùng đến doanh nghiệp
- CTO - Giám đốc công nghệ
- C & F - Chi phí vận chuyển hàng hóa
- CX - Trải nghiệm khách hàng
- CKM - Quản lý kiến thức khách hàng
- CTC - Chi phí cho công ty
- Cr - Tín dụng
- CA - Tài khoản hiện tại

## D
- DDA - Cạn kiệt Khấu hao Khấu hao
- Phòng  - Sở
- DI - Công văn thông tin
- Dir - Giám đốc
- đĩa.  - Giảm giá
- DMA - Tiếp cận thị trường trực tiếp
- DR - Biên nhận lưu ký
- DSP - Nhà cung cấp dịch vụ giao hàng
- DTP - Xuất bản máy tính để bàn
- DVP - Giao hàng so với thanh toán
- DSO - Ngày bán hàng nổi bật
- DPO - Số ngày phải trả

## E
- ECS - Dịch vụ thanh toán bù trừ điện tử
- ECS - Hệ thống thanh toán bù trừ điện tử
- EAR - Tỷ lệ hiệu quả hàng năm
- EAY - Năng suất hàng năm hiệu quả
- EBITA - Thu nhập trước lãi vay và thuế và khấu hao
- EBITDA - Thu nhập trước lãi vay, thuế, khấu trừ và khấu hao
- ECB - Ngân hàng trung ương châu Âu
- EDI - Trao đổi dữ liệu điện tử
- EFSM - Cơ chế bình ổn tài chính châu Âu
- EFTPOS - Chuyển tiền điện tử tại điểm bán
- EPS - Thu nhập trên mỗi cổ phiếu
- EXP - Xuất khẩu
- EOB - Kết thúc kinh doanh
- EOD - Cuối ngày
- EOM - Kết thúc tin nhắn
- ERP - Hoạch định nguồn lực doanh nghiệp
- ETA - Thời gian dự kiến đến
- ETD - Thời gian giao hàng dự kiến
- EMI - Trả góp hàng tháng tương đương
- EPC - Hội đồng xúc tiến xuất khẩu
- ECGC - Tập đoàn bảo lãnh tín dụng xuất khẩu của Ấn Độ
- EXW - Ex Works

## F
- FAB - Lợi ích lợi thế tính năng
- FDP - Phòng tài chính
- FOB - Vận chuyển hàng hóa trên tàu
- FIFO - Vào trước, ra trước
- FinMin - Bộ trưởng Tài chính
- Fin Min - Bộ trưởng Tài chính
- FL - Đòn bẩy tài chính
- FOMC - Ủy ban thị trường mở liên bang
- FP & A - Phân tích và hoạch định tài chính
- FPO - Thực hiện theo đề nghị công khai
- CỐ ĐỊNH - Trao đổi thông tin tài chính
- FSA - Cơ quan dịch vụ tài chính
- FX - Thị trường ngoại hối
- FYI - Để biết thông tin của bạn
- FOC - Miễn phí
- FYA - Vì hành động của bạn
- FTE - Tương đương toàn thời gian
- F / U - Theo dõi

## G
- GAAP - Nguyên tắc kế toán được chấp nhận chung
- GAAS - Chuẩn mực kiểm toán được chấp nhận chung
- GDP - Tổng sản phẩm quốc nội
- GDPR - Quy định bảo vệ dữ liệu chung
- GDR - Biên lai lưu ký toàn cầu
- GFCF - Tổng vốn cố định hình thành
- GL - Sổ cái
- GMV - Tổng khối lượng hàng hóa
- GP - Lợi nhuận gộp
- GPO - Tổ chức mua hàng theo nhóm
- GRN - Ghi chú nhận hàng
- GRNI - Biên nhận hàng hóa không được lập hóa đơn
- GSV - Tổng giá trị doanh thu
- GVC - Chuỗi giá trị toàn cầu
- GMROII - Lợi nhuận gộp của khoản đầu tư hàng tồn kho
- G & A - Chi phí chung và quản lý. chi tiêu liên quan đến hoạt động hàng ngày của một doanh nghiệp.

## H
- HMRC - Doanh thu và Hải quan của Nữ hoàng
- HP - Thuê mua
- HQ - Trụ sở chính
- HR - Nhân sự
- HRD - Phát triển nguồn nhân lực
- Mã HS - Hệ thống mã hóa và mô tả hàng hóa hài hòa

## I
- IAS - Chuẩn mực kế toán quốc tế
- ICB - Điểm chuẩn phân loại ngành
- ICRM - Quản lý quan hệ khách hàng sáng tạo
- IE - Chi phí lãi vay
- IFRS - Chuẩn mực báo cáo tài chính quốc tế
- ILCLP - Chương trình khách hàng thân thiết của hệ thống IdentLogic
- IMF - Quỹ tiền tệ quốc tế
- IMP - Nhập khẩu
- Inc.  - Hợp nhất
- IoT - Internet vạn vật
- IPO - Chào bán công khai ban đầu
- IR - Lãi suất - thường đề cập đến một sản phẩm phái sinh IR
- IRS - Dịch vụ doanh thu nội bộ
- ISIN - Số nhận dạng chứng khoán quốc tế
- ISM - Viện quản lý cung ứng
- IYR - Doanh thu trong năm
- IPT - Mục trên mỗi giao dịch

## J
- J - Tạp chí
- JIT - Chỉ trong thời gian
- JIS - Chỉ trong chuỗi
- JST - Nhóm giám sát chung

## K
- K - Được sử dụng như một từ viết tắt cho 1.000.  Ví dụ: $ 225K sẽ được hiểu là $ 225,000 và $ 3,6K có nghĩa là $ 3,600.  Nhiều K không thường được sử dụng để thể hiện số lượng lớn hơn.  Nói cách khác, sẽ thật kỳ quặc khi sử dụng $ 1,2KK để đại diện cho $ 1.200.000.
- KIBOR - Tỷ giá được cung cấp liên ngân hàng của Pakistan
- KPI - "Các chỉ số hiệu suất chính" đề cập đến một loại đo lường hiệu suất.  Một tổ chức có thể sử dụng KPI để đánh giá thành công của nó hoặc để đánh giá sự thành công của một hoạt động cụ thể mà nó tham gia.
- KYC - "Biết khách hàng của bạn" đề cập đến các hoạt động thẩm định mà các tổ chức tài chính và các công ty được quy định khác phải thực hiện để xác định thông tin liên quan.

## L
- LBO - Mua lại có đòn bẩy
- LC - Thư tín dụng
- LIBOR - Tỷ giá được cung cấp liên ngân hàng Luân Đôn
- LE - Ước tính mới nhất
- LIFFE - Trao đổi quyền chọn và tương lai tài chính quốc tế London
- LIFO - Lần cuối, xuất trước
- LLC - Công ty trách nhiệm hữu hạn
- LME - Sàn giao dịch kim loại Luân Đôn
- Ltd.  - Công ty trách nhiệm hữu hạn
- LTV - Cho vay theo giá trị
- LoU - Thư cam kết

## M
- MBS - bảo đảm thế chấp
- mfg.  - Chế tạo
- MGMT - Quản lý
- MIC - Mã nhận dạng thị trường
- MoM - Tháng trên Tháng / Tháng qua Tháng
- Moq - Số lượng đặt hàng tối thiểu
- MOU - Bản ghi nhớ
- MPC - xu hướng tiêu dùng biên
- MRO - Bảo trì, Sửa chữa và Vận hành
- MRP - Giá bán lẻ tối đa
- MSOD - Báo cáo hàng tháng về chọn dữ liệu hoạt động
- MSRP - Giá bán lẻ đề xuất của nhà sản xuất
- MTD - Hàng tháng
- MWC - Vốn lưu động quản lý

## N
- NAV - Giá trị tài sản ròng
- NCBO - Không thay đổi quyền sở hữu có lợi
- NCND - Không tiết lộ và không tiết lộ
- NDA - Thỏa thuận không tiết lộ
- NII - Thu nhập thuần Lãi
- NIM - Tiền lãi ròng
- NOA - Tài sản điều hành ròng
- NOI - Thu nhập hoạt động ròng
- NOPAT - Lợi nhuận hoạt động ròng sau thuế
- NPL - vốn vay không có khả năng thanh toán
- NPV - Giá trị hiện tại ròng
- NTE - Không vượt quá
- NYMEX - Sàn giao dịch hàng hóa New York
- NYSE - Sở giao dịch chứng khoán New York

## O
- OC - Chi phí cơ hội
- OCF - Dòng tiền hoạt động
- OECD - Tổ chức Hợp tác và Phát triển Kinh tế
- OEM - Nhà sản xuất thiết bị gốc
- OIBDA - Thu nhập hoạt động trước khi khấu hao và khấu hao
- OPEX - Chi phí hoạt động
- OTC - Không kê đơn (tài chính)
- OOo - Ngoài văn phòng

## P
- PA - Đại lý thu mua
- PA - Hoạt động quảng cáo
- PAT - Lợi nhuận sau thuế
- PBT - Lợi nhuận trước thuế
- P / E - Tỷ lệ giá trên thu nhập
- PEG - Tỷ lệ tăng trưởng giá trên thu nhập
- P & L - Lãi và lỗ
- PI - Bồi thường chuyên nghiệp (bảo hiểm)
- pip - Tỷ lệ phần trăm tại điểm
- PMAC - Chi phí trung bình di chuyển theo thời gian
- PO - Mục tiêu lợi nhuận hoặc đơn đặt hàng
- POS - Điểm bán hàng
- PP & E - Tài sản, nhà máy và thiết bị
- PPP - Quan hệ đối tác công-tư
- PPP - ngang giá sức mua
- PR - Yêu cầu mua hàng
- PHEK - Planherstellungskosten (Chi phí lập kế hoạch sản phẩm)
- PTD - Dự án đến ngày
- PPt - Trình bày điểm sức mạnh
- PWIN - Tỷ lệ chiến thắng (một biện pháp thực hiện chụp khi đấu thầu các hợp đồng với một cơ sở khách hàng mục tiêu như đấu thầu các hợp đồng của chính phủ) [1][2]

## Q
- Q1, Q2, Q3, Q4 - quý của năm kế toán, năm dương lịch hoặc năm tài chính
- QC - Kiểm soát chất lượng hoặc Chi phí chất lượng
- QoQ - Quý trên quý
- q / q - Quý trên quý
- QTD - Quý

## R
- RAQSCI - Điều tiết, Đảm bảo cung cấp, Chất lượng, Dịch vụ, Chi phí, Đổi mới (xem RAQSCI)
- RBI - Ngân hàng Dự trữ Ấn Độ
- RBA - Ngân hàng Dự trữ Úc
- RE - Thu nhập giữ lại
- RFI - Yêu cầu thông tin
- RFP - Yêu cầu đề xuất
- RFQ - Yêu cầu báo giá
- RFX - Tên chung cho Yêu cầu Thông tin, Đề xuất hoặc Báo giá
- ROA - Lợi nhuận trên tài sản
  - ROC - Đăng ký công ty
- ROCE - Thu nhập từ vốn làm việc
- ROE - Lợi nhuận trên vốn chủ sở hữu
- ROI - Lợi tức đầu tư
- ROIC - Hoàn vốn đầu tư
- RONA - Lợi nhuận trên tài sản ròng
- ROS - Doanh thu bán hàng
- RR - Thuê tài nguyên
- RP -  Hàng Bù
- RSP - Giá bán lẻ
- R & D - Nghiên cứu và Phát triển
- RC - Công ty bán lẻ

## S
- S t - Bán hàng, trong khoảng thời gian t.
- S & M - Bán hàng & Tiếp thị
- S & OP - Lập kế hoạch bán hàng và vận hành
- SAAS - Phần mềm dưới dạng dịch vụ
- SCM - Quản lý chuỗi cung ứng
- SCBA - Phân tích lợi ích chi phí xã hội
- SEBI - Hội đồng Chứng khoán và Giao dịch Ấn Độ
- SEC - Ủy ban Chứng khoán và Giao dịch
- SG & A - Chi phí bán hàng, chung và hành chính
- SIOP - Kế hoạch hoạt động và tồn kho bán hàng
- SIR - Yêu cầu phát hành cửa hàng
- SIV - Xe đầu tư có cấu trúc
- SKU - Đơn vị lưu kho
- SLA - Thỏa thuận cấp độ dịch vụ
- SME  - Doanh nghiệp vừa và nhỏ
- SOHO - Văn phòng nhỏ / Văn phòng tại nhà
- SOP - Quy trình vận hành tiêu chuẩn
- SOW - Tuyên bố công việc
- SOX - Sarbanes-Oxley
- SROI - Lợi tức đầu tư xã hội
- STP - Đề xuất mục tiêu tình huống hoặc đường dẫn mục tiêu tình huống [3]
- SUA - Thỏa thuận khởi nghiệp

## T
- TCO - Tổng chi phí sở hữu
- TCV - Tổng giá trị hợp đồng
- TSR - Tổng lợi nhuận của cổ đông
- TB - Ngân hàng giao dịch
- TBD - Được xác định
- TBC - Hoàn thành
- TQM - Quản lý chất lượng toàn diện
- TOTW - Thời gian nghỉ cho thời gian làm việc
- TTM - Trailing 12 tháng

## U
- USP - Đề xuất bán hàng độc đáo

## V
- VAD - Nhà phân phối giá trị gia tăng
- VAT - Thuế giá trị gia tăng
- VAR - Đại lý bán lẻ giá trị gia tăng
- VC - Đầu tư mạo hiểm
- VaR - Giá trị rủi ro

## W
- WACC - Chi phí vốn bình quân gia quyền
- WC - Vốn lưu động
- WFH - Làm việc tại nhà
- tuần - tuần
- wrk - công việc
- wo - trật tự công việc
- WIG - Mục tiêu cực kỳ quan trọng
- wasp - giá bán trung bình có trọng số
- WLL - Với trách nhiệm hữu hạn
- wrt - Với sự tôn trọng
- WTI - Trung cấp Tây Texas
- WVN - Rút phiếu mua hàng
- WHT - Thuế khấu trừ
- WTO - Tổ chức thương mại thế giới
- WTD -Week-To-Date
- WW - Toàn Thế giới

## Y
- YTD - Hàng năm
- YTG - Năm đi
- YY - Hàng năm
- YTC - Chưa xác nhận
- FYF - Dự báo cả năm

## Z
- zcyc - Đường cong lãi suất không
- ZOPA - Vùng thỏa thuận có thể